# Syscenus kapoo
Syscenus kapoo là một loài chân đều trong họ Aegidae. Loài này được Bruce miêu tả khoa học năm 2009.